# Pogórze Szydłowskie
Pogórze Szydłowskie 
(342.36) – region w Polsce, południowa część Wyżyny Kieleckiej. Wysokość w najwyżej położonych punktach przekracza 300 m n.p.m. Od północy Pogórze ograniczone jest przez Góry Świętokrzyskie, a od południa przez nizinną Nieckę Połaniecką. Stanowi ono formę przejściową pomiędzy tymi dwiema krainami.
Występują tu skały osadowe z ery paleozoicznej i mezozoicznej przykryte przez młodsze osady z okresu miocenu. Na obszarze, gdzie występują wapienie rozwinął się kras. Pogórze Szydłowskie zajmuje 1030 km². Znajduje się tu jeden rezerwat przyrody ożywionej, zaś na rzece Czarnej utworzono zbiornik retencyjny. 
Najważniejsze ośrodki Pogórza Szydłowskiego to Staszów i Szydłów.